# 下座倉村
下座倉村（しもざぐらむら）は、かつて岐阜県揖斐郡にあった村。
現在の大野町下座倉に該当する。

## 歴史
- 1889年（明治22年）7月1日 - 町村制により下座倉村が発足。
- 1897年（明治30年）4月1日[2] - 大野郡の一部と池田郡の合併により、当村は揖斐郡の村となる。
- 1897年（明治30年）4月1日 - 加納村、上磯村、郡家村、本庄村、西座倉村、下磯村、五ノ里村、下南方村と合併し川合村が発足。同日下座倉村廃止。

## 教育
- 座倉尋常小学校
  - 1899年に川合尋常高等小学校（現・大野町立南小学校）座倉分教場となり、1908年に廃校。尚、座倉分教場は1・2年生のみの分教場であった[3]。